# Тім Крул
Тім Крул (нід. Tim Krul, нар. 3 квітня 1988, Гаага) — нідерландський футболіст, воротар збірної Нідерландів та англійського клубу «Лутон Таун».

## Клубна кар'єра
Вихованець юнацької команди футбольного клубу «АДО Ден Гаг» з рідної Гааги. 2005 року молодий голкіпер перебрався до Англії, приєднавшись до юнацької команди «Ньюкасл Юнайтед».
2006 року почав потрапляти до заявки головної команди, однак провівши в її складі лише одну гру в рамках єврокубків, був відправлений в оренду, спочатку, у 2007, до шотландського «Фолкерка», а ще за рік, у 2008, — до «Карлайл Юнайтед».
Повернувся до «Ньюкасл Юнайтед» 2009 року. Спочатку розглядався другим голкіпером команди, дублером досвідчненого Стіва Гарпера, однак з початку 2011 року дедалі частіше почав потрапляти до стартового складу команди. Був основним голкіпером «Ньюкасла» до 2015 року.
2016 року повернувся на батьківщину, де на умовах оренди грав спочатку за «Йонг Аякс», а згодом за АЗ.
2017 року уклав контракт з «Брайтон енд Гоув», а за рік став гравцем «Норвіч Сіті».

## Виступи за збірні
2005 року дебютував у складі юнацької збірної Нідерландів, взяв участь у 6 іграх на юнацькому рівні.
Протягом 2006–2010 років залучався до складу молодіжної збірної Нідерландів. На молодіжному рівні зіграв у 10 офіційних матчах.
2011 року дебютував в офіційних матчах у складі національної збірної Нідерландів. Наразі провів у формі головної команди країни 2 матчі, пропустивши 3 голи.
На Чемпіонаті світу з футболу 2014 в матчі чвертьфіналу Нідерланди — Коста-Рика 5 липня 2014, після нічийного рахунку 0:0 в основний і додатковий час, вийшов на заміну на післяматчеві пенальті. Зумів відбити два з п'яти пенальті і таким чином допоміг здобути перемогу для національної збірної Нідерландів.
| Дата       | Місто      | Господарі  | Результат               | Гості      | Турнір                | Голи | Примітки |
| ---------- | ---------- | ---------- | ----------------------- | ---------- | --------------------- | ---- | -------- |
| 4-6-011    | Гоянія     | Бразилія   | 0 – 0                   | Нідерланди | товариський матч      | -    |          |
| 8-6-2011   | Монтевідео | Уругвай    | 1 – 1                   | Нідерланди | товариський матч      | −1   |          |
| 26-5-2012  | Амстердам  | Нідерланди | 1 – 2                   | Болгарія   | товариський матч      | −2   |          |
| 7-9-2012   | Амстердам  | Нідерланди | 2 – 0                   | Туреччина  | Відбір до ЧС 2014     | -    |          |
| 6-2-2013   | Амстердам  | Нідерланди | 1 – 1                   | Італія     | товариський матч      | −1   |          |
| 5-7-2014   | Сальвадор  | Нідерланди | 0 – 0 д.ч. (4 – 3 п.п.) | Коста-Рика | ЧС 2014 - чвертьфінал | -    | 120+1'   |
| 10-10-2015 | Нур-Султан | Казахстан  | 1 – 2                   | Нідерланди | Відбір до ЧЄ 2016     | -    | 81'      |
| Усього     |            | Матчів     | 7                       |            | Голів                 | −4   |          |

## Титули та досягнення
- Чемпіон Європи серед молодіжних команд (1):

Нідерланди (U-21): 2007
- Бронзовий призер чемпіонату світу: 2014